# Poieni (Maroskarna község)
Poieni falu Romániában, Erdélyben, Fehér megyében.

## Fekvése
Az Erdélyi-érchegységben, Rakató közelében fekvő település.

## Története
Poieni korábban Rakató része volt, 1956 körül vált külön, ekkor 149 lakosa volt.
1966-ban 98, 1977-ben 52, 1992-ben 16, a 2002-es népszámláláskor pedig 9 román lakosa volt.